# 穿裘皮的维纳斯

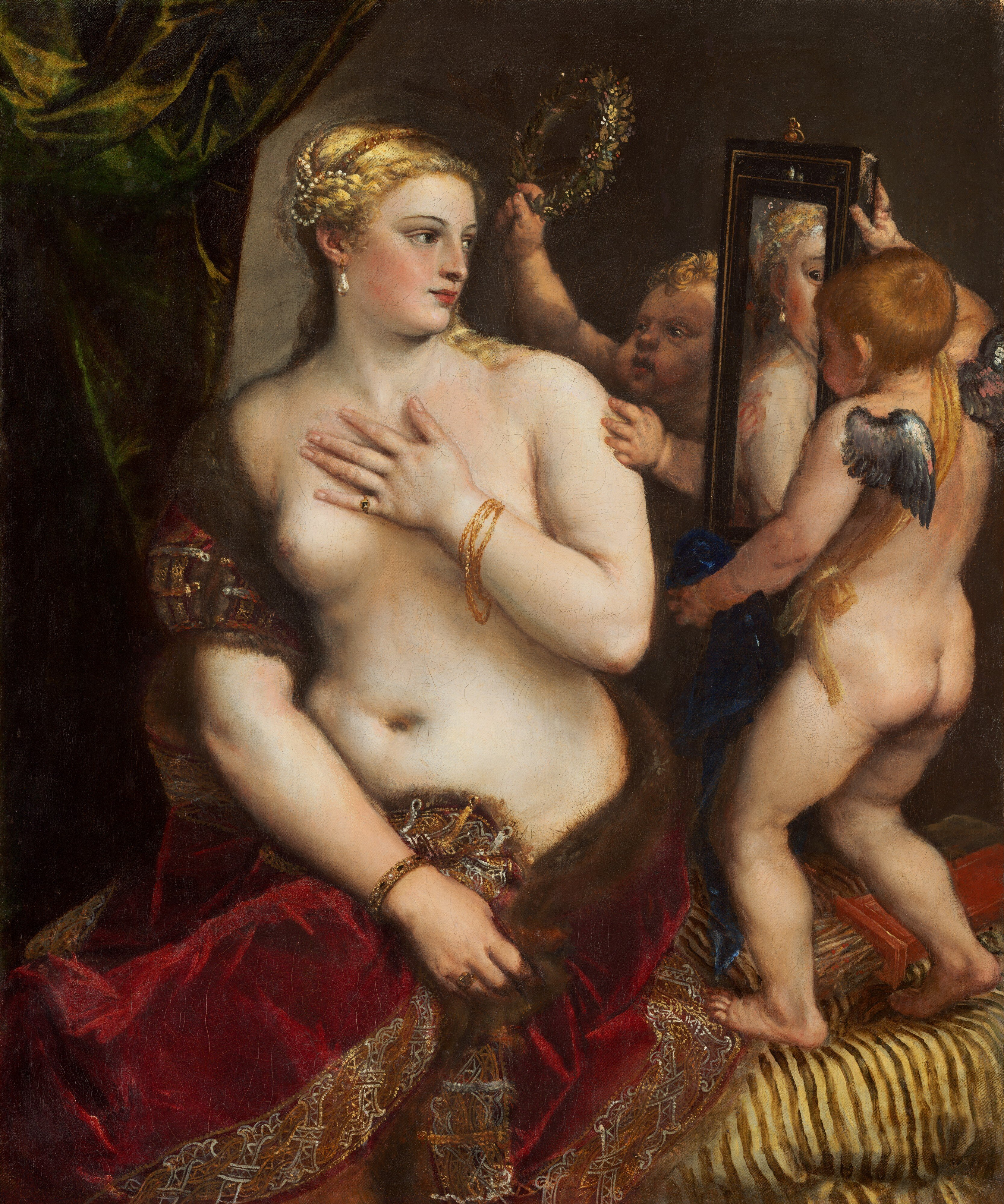
提香的画作《維納斯和鏡子》，赛弗林从此画中获得穿裘皮的维纳斯的灵感。

《穿裘皮的维纳斯》（德語：Venus im Pelz）是奥地利作家利奥波德·范·萨克-马索克的代表作。这篇小说是马索克本人预想的史诗系列该隐的遗产中的一部分。《穿裘皮的维纳斯》属于该系列中的第一卷爱部分。本作品发表于1870年。

## 小说
小说的主题和人物灵感大量来自于马索克本人的生活。汪黛·冯·杜娜耶（小说的女主人公）是以一个新兴的文学作家范妮·皮斯托爾为原型的。皮斯托爾以一个虚构的名字女性男爵博格丹诺夫和马索克来进行联系，马索克给出提高她作品的建议，使之适于出版，而皮斯托爾取这样一个名字的目的是为了表达自己性格中奇妙的一面，而这方面对于马索克正是残暴和迷人的。

## 情节摘要
小说描写了一个男人怀着对穿裘皮的维纳斯示爱的梦想的故事。开篇一个无名的叙述者将自己做的类似的梦讲述给朋友赛弗林，随后赛弗林将一份手稿一个超感觉论男人的忏悔交给他，并让他放弃对残暴女性的迷恋之梦。
这份手稿讲述了一个叫做塞韦林·冯·库西姆斯基的故事，他十分着迷于旺达·冯·杜娜耶，自愿成为她的奴隶。他愿意受她的驱使，受她的惩罚，使自己成为她对之握有生杀予夺权利的财产。赛弗林将他经历的这种感觉称作超感觉。赛弗林和旺达旅行到意大利佛罗伦萨，在这次旅途当中，赛弗林作为旺达的仆人，更名为"格列高"。在佛罗伦萨的时候，旺达粗鲁地对待赛弗林，同时雇用了三个非洲女人以达到支配他的目的。
当旺达遇到一个称为亚历克西斯·帕帕多波利斯的英雄式的人物时，她与赛弗林之间的危机终于到来，在本书的结尾部分，赛弗林被旺达的新情人所侮辱，这时赛弗林放弃了从前的要求，反而开始宣称“在男女获得平等教育和公民权利时刻到来之前，男人必须处于统治女人的地位。”

## 影响
- 术语「马索克现象」，以本作品作者马索克命名，描述的是一种对自身的一种性的虐待。
- 这本小说曾三次被改编为电影作品：1967 （页面存档备份，存于）、1969和1994 （页面存档备份，存于）1994年的电影是由Maartje Seyferth和Victor E. Nieuwenhuijs两人导演。（see the website[永久]），这部电影在1994年俄罗斯圣彼得堡的国际电影节中获奖。
- The Velvet Underground乐队的歌曲「Venus in Furs」的歌词源于本作。1998年托迪·希恩斯执导的电影 纸醉金迷（Velvet Goldmine）中主人公布莱恩·斯雷德的乐队正是叫做"穿裘皮的维纳斯"。
- 苏格兰作曲家、网志作家、尼克·柯里在Momus的专辑Otto Spooky中「穿裘皮衣的耶稣」这首歌中引用了马索克的故事。
- 乐队玛莉莲·曼森 (乐队) 的歌曲 "Doll-Dagga Buzz-Buzz Ziggety-Zag"（收录于专辑The Golden Age of Grotesque）中引用了本书中 "we've got our Venus not in Furs but in uniform" 这句话。
- 乐队Cradle of Filth在他们1998年的专辑 Cruelty and the Beast 中收录了一首名为 "Venus In Fear" 的歌曲。
- 在John Cameron Mitchell2006年执导的电影 Shortbus 中有一个名为赛弗林的女性施虐狂角色。
- 乐队Of Montreal在他们的专辑 Satanic Panic in the Attic 中最后一曲 "Vegan In Furs" ，曲名引用自本作品。
- 2013年罗曼·波兰斯基导演的电影《穿裘皮的维纳斯》改编自大衛·艾夫斯所著的戏剧，戏剧改编自本小说。